# Cotoneaster sargentii
Cotoneaster sargentii är en rosväxtart som beskrevs av Gerhard Klotz. Cotoneaster sargentii ingår i släktet oxbär, och familjen rosväxter. Inga underarter finns listade i Catalogue of Life.